# Mike Zwerin
Michael „Mike“ Zwerin (* 18. Mai 1930 in New York City; † 2. April 2010 in Paris) war ein US-amerikanischer Jazzmusiker (Posaune, Bassposaune, Klavier) und Autor.

## Leben und Wirken
Zwerin stammt aus einer Industriellenfamilie und lernte mit sechs Jahren Geige; später besuchte er die New York High School of Music and Art.
Er spielte 1948 in Miles Davis’ Capitol-Band, bevor er nach Paris übersiedelte. 1958 kehrte er in die USA zurück und spielte in diversen Big Bands von Billy May, Claude Thornhill (1958/9), Maynard Ferguson sowie bei Bill Russo. Aus dem Orchestra U.S.A., in dem er 1962 bis 1965 spielte, bildete er ein Sextett und nahm u. a. ungewöhnliche Arrangements von Kurt-Weill-Kompositionen auf. Eine Tournee mit Earl Hines 1966 führte auch in die UdSSR. Anschließend musste er sich um die Verwaltung des Familienunternehmens kümmern. Ab 1969 begann er, z. T. von Südfrankreich aus, als Autor tätig zu sein. Er schrieb u. a. für Village Voice und die International Herald Tribune.
Zu Beginn der 1980er Jahre kehrte Zwerin wieder nach Paris zurück und nahm an Aufnahmesessions der dortigen Jazzmusiker (z. B. Alan Silvas Celestrial Communication Orchestra) teil, spielte aber auch mit der George Gruntz Concert Jazzband, der Mingus Big Band (Live at Theatre Boulogne-Billancourt, Paris, 1988) und der New York Jazz Repertory Company. Im Bereich des Jazz war er laut Tom Lord zwischen 1948 und 1996 an 38 Aufnahmesessions beteiligt.
Zwerin war ab 1980 verstärkt als Jazz-Journalist tätig, u. a. für die International Herald Tribune. Für sein Buch über den Swing in der NS-Zeit führte er mehrere Jahre lang in ganz Europa Gespräche mit Zeitzeugen. Mike Zwerin war mit der Filmemacherin Charlotte Zwerin verheiratet. 2009 zeichnete ihn die Jazz Journalist Association mit einem Jazz Award für sein Lebenswerk als Jazzjournalist aus.

## Diskografische Hinweise
- Miles Davis and His Orchestra: Pre-Birth of the Cool (1974)
- Orchestra U. S. A. (mit Eric Dolphy) Debüt Colpix CLP 448
- Sextet of Orchestra U.S.A. (mit Eric Dolphy) RCA Victor LPM 3498 (auch als CD erschienen: Bluebird 6285-2-RB)
- Michel Petrucciani, Flash (Buda)
- Archie Shepp, Magic of Ju Ju (Impulse!)
- Zip, Getting Xperimental Over U (Verve)
- Alexis Korner, The Party Album (Intercord/Castle, 1979)
- Alan Silva Celestrial Communication Orchestra, Desert Mirage (IACP/France)
- Robert F. Pozar, Good Golly Miss Nancy (Savoy): mit Jimmy Garrison
- Not Much Choice (mit Christian Escoudé) Spotlite (E)SLJLP19
- Not much noise Poljazz (P) Z-SX-0691

## Buchveröffentlichungen
- La Tristesse de Saint Louis: Swing unter den Nazis. Wien 1988 (zuerst 1985)
- The Parisian Jazz Chronicles. An Improvisational Memoir. Yale 2006
- Close enough for Jazz. London/Melbourne/New York, Quartet Books 1983 (Autobiographie)
- The Parisian Jazz Chronicles: An Improvisational Memoir. Yale University Press 2011. ISBN 0-300-10806-0.